# Правительство при главнокомандующем ВСЮР
Правительство при главнокомандующем Вооружёнными Силами Юга России (ВСЮР) — орган управления на Юге России, образованный главнокомандующим ВСЮР А. И. Деникиным 30 декабря 1919 года и пришедший на смену Особому совещанию при главкоме ВСЮР. Председателем правительства стал генерал А. С. Лукомский. В марте 1920 года правительство при главкоме ВСЮР было упразднено и заменено Южнорусским правительством.